# Hristijan Kirovski
Hristijan Kirovski (in macedone Христијан Кировски?; Skopje, 12 ottobre 1985) è un calciatore macedone, attaccante dello Skopje.

## Biografia
Ha anche un fratello più grande, Marjan, che fa l'arbitro di calcio.

## Carriera

### Club
Il 29 luglio 2014 sottoscrive un contratto biennale con la squadra macedone dello Škendija, con scadenza il 30 giugno 2016.

### Nazionale
Ha giocato nelle nazionali giovanili macedoni Under-17, Under-19 ed Under-21.
Nel 2010 ha giocato 2 partite nella nazionale maggiore macedone.

## Statistiche

### Cronologia presenze e reti in Nazionale
| Cronologia completa delle presenze e delle reti in nazionale ― Macedonia del Nord | Cronologia completa delle presenze e delle reti in nazionale ― Macedonia del Nord | Cronologia completa delle presenze e delle reti in nazionale ― Macedonia del Nord | Cronologia completa delle presenze e delle reti in nazionale ― Macedonia del Nord | Cronologia completa delle presenze e delle reti in nazionale ― Macedonia del Nord | Cronologia completa delle presenze e delle reti in nazionale ― Macedonia del Nord | Cronologia completa delle presenze e delle reti in nazionale ― Macedonia del Nord | Cronologia completa delle presenze e delle reti in nazionale ― Macedonia del Nord |
| Data                                                                              | Città                                                                             | In casa                                                                           | Risultato                                                                         | Ospiti                                                                            | Competizione                                                                      | Reti                                                                              | Note                                                                              |
| --------------------------------------------------------------------------------- | --------------------------------------------------------------------------------- | --------------------------------------------------------------------------------- | --------------------------------------------------------------------------------- | --------------------------------------------------------------------------------- | --------------------------------------------------------------------------------- | --------------------------------------------------------------------------------- | --------------------------------------------------------------------------------- |
| 17-11-2010                                                                        | Coriza                                                                            | Albania                                                                           | 0 – 0                                                                             | Macedonia                                                                         | Amichevole                                                                        | -                                                                                 | 61’                                                                               |
| 22-12-2010                                                                        | Guangzhou                                                                         | Cina                                                                              | 1 – 0                                                                             | Macedonia                                                                         | Amichevole                                                                        | -                                                                                 | 46’                                                                               |
| Totale                                                                            |                                                                                   | Presenze                                                                          | 2                                                                                 |                                                                                   | Reti                                                                              | 0                                                                                 |                                                                                   |